# Arowana
Der Arowana (Osteoglossum bicirrhosum), auch Silbergabelbart, Aruanã oder Arahuana genannt, ist ein südamerikanischer Süßwasser-Raubfisch der Gattung Osteoglossum aus der Familie der Knochenzüngler (Osteoglossidae).

## Verbreitung
Der Fisch lebt im Flussgebiet des Amazonas, des Araguaia sowie im Rupununi im südlichen Guyana und im Oyapock an der Grenze zwischen Französisch-Guyana und Brasilien.

## Merkmale
Die Fische haben einen langgestreckten, bandförmigen, seitlich stark zusammengedrückten und mit großen Schuppen bedeckten Körper, der bis zu 90 Zentimeter lang werden kann. Das Maul ist sehr groß und oberständig. Am Ende des Unterkiefers sitzen zwei bläuliche oder grünliche Barteln. Rückenflosse und Afterflosse sind sehr lang und reichen bis zur Schwanzflosse. Ausgewachsene Fische sind silbrig, Jungfische grünlichgelb.

## Lebensweise
Arowanas halten sich bevorzugt in den stark bewachsenen Altarmen der Flüsse auf. Sie ernähren sich von Insekten, kleinen Fröschen und Echsen. Sie können ihre auf über das Wasser ragenden Ästen sitzende Beute durch gezielte Sprünge von bis zu zwei Meter Höhe erreichen. Arowanas sind Maulbrüter. Nach der Eiablage in einer Sandgrube nimmt das Männchen die mehr als 1,5 Zentimeter großen Eier ins Maul auf. Die Jungen verlassen das Maul nach 50 bis 60 Tagen und sind dann schon zehn Zentimeter lang.